# Galápagos (novel·la)
Galápagos és una novel·la de Kurt Vonnegut que ens presenta la seva visió de l'evolució biològica. Va ser publicada per primera vegada en anglès el 1985, ISBN 0385294204

## Argument
Galápagos és la història d'un petit grup d'humans reunit a l'atzar que acaben naufragats a la petita illa imaginària de Santa Rosalía a les Illes Galápagos, després d'una crisi financera global que ha enfonsat l'economia de tot el món. Poc després, una malaltia infecciosa torna estèrils tots els humans de tot el món, excepte el petit grup aïllat a Santa Rosalía, que esdevé l'últim reducte de la humanitat. El procés de la lenta evolució dels humans comença amb una dona japonesa del grup, neta d'un supervivent d'Hiroshima, que té una filla mutant coberta de pél.
A través d'un milió d'anys, els descendents del grup de Santa Rosalía, els únics humans fèrtils que queden al planeta, acaben evolucionant fins a tornar-se una espècie que s'assembla a les foques: potser encara poden caminar drets (no se'n parla explícitament, però es diu que són capaços de capturar animals terrestres), tenen un musell dentat adaptat per a agafar peixos, un crani estilitzat per a nedar, i unes mans com aletes amb dits rudimentaris.
El narrador de la història és un fantasma que ha estat observant durant l'últim milió d'anys
la lenta evolució dels humans fins a esdevenir mamífers aquàtics. Aquest narrador sosté que totes les penes de la humanitat venien causades pel seu cervell massa gran. Afortunadament, segons ell, la selecció natural ha eliminat aquest problema, perquè els humans millor adaptats a Santa Rosalía eren els que podien nedar millor, i això requeria un cap amb una forma determinada que només podia enquibir un cervell més petit.